# Santo Domingo International 2023
Die Santo Domingo International 2023 (auch als Santo Domingo Open 2023 bekannt) im Badminton fanden vom 7. bis zum 11. Juni 2023 in Santo Domingo statt.

## Sieger und Platzierte
| Disziplin    | Gold                                    | Silber                                         | Bronze                              |
| ------------ | --------------------------------------- | ---------------------------------------------- | ----------------------------------- |
| Herreneinzel | Jonathan Matias                         | Mark Shelley Alcala                            | Fabio Caponio                       |
| Herreneinzel | Jonathan Matias                         | Mark Shelley Alcala                            | Joel König                          |
| Dameneinzel  | Juliana Viana Vieira                    | Sâmia Lima                                     | Hristomira Popovska                 |
| Dameneinzel  | Juliana Viana Vieira                    | Sâmia Lima                                     | Nikte Sotomayor                     |
| Herrendoppel | Job Castillo Luis Montoya               | Fabrício Farias Davi Silva                     | José Guevara Diego Mini             |
| Herrendoppel | Job Castillo Luis Montoya               | Fabrício Farias Davi Silva                     | Koon Fung Kelvin Ho Samuel Ricketts |
| Damendoppel  | Sânia Lima Juliana Viana Vieira         | Jaqueline Lima Sâmia Lima                      | Haramara Gaitan Sabrina Solis       |
| Damendoppel  | Sânia Lima Juliana Viana Vieira         | Jaqueline Lima Sâmia Lima                      | Gabriela Barrios Margareth Revelo   |
| Mixed        | Koceila Mammeri Tanina Violette Mammeri | Luis Montoya Miriam Jacqueline Rodriguez Perez | Fabrício Farias Jaqueline Lima      |
| Mixed        | Koceila Mammeri Tanina Violette Mammeri | Luis Montoya Miriam Jacqueline Rodriguez Perez | Davi Silva Sânia Lima               |